# 4432 McGraw-Hill
A 4432 McGraw-Hill (ideiglenes jelöléssel 1981 ER22) a Naprendszer kisbolygóövében található aszteroida. Schelte J. Bus fedezte fel 1981. március 2-án.